# Gau-Weinheim
Gau-Weinheim település Németországban, Rajna-vidék-Pfalz tartományban. Lakosainak száma 624 fő (2023. december 31.).

## Népesség
A település népességének változása:
| Lakosok száma | 456  | 603  | 602  | 595  | 590  | 624  |
|               | 1975 | 2017 | 2019 | 2021 | 2022 | 2023 |